# Морлі (Мічиган)
Морлі (англ. Morley) — селище (англ. village) в США, в окрузі Мекоста штату Мічиган. Населення — 517 осіб (2020).

## Географія
Морлі розташоване за координатами 43°29′25″ пн. ш. 85°26′44″ зх. д. / 43.49028° пн. ш. 85.44556° зх. д. (43.490389, -85.445471).  За даними Бюро перепису населення США в 2010 році селище мало площу 2,56 км², з яких 2,32 км² — суходіл та 0,25 км² — водойми.

## Демографія
Згідно з переписом 2010 року, у селищі мешкали 493 особи в 182 домогосподарствах у складі 115 родин. Густота населення становила 192 особи/км².  Було 223 помешкання (87/км²).
Расовий склад населення:
| - 94,3 % — білих - 1,0 % — чорних або афроамериканців - 0,6 % — корінних американців - 0,4 % — азіатів - 1,0 % — осіб інших рас |

До двох чи більше рас належало 2,6 %. Частка іспаномовних становила 5,7 % від усіх жителів.
За віковим діапазоном населення розподілялося таким чином: 30,0 % — особи молодші 18 років, 55,6 % — особи у віці 18—64 років, 14,4 % — особи у віці 65 років та старші. Медіана віку мешканця становила 33,6 року. На 100 осіб жіночої статі у селищі припадало 87,5 чоловіків;  на 100 жінок у віці від 18 років та старших — 77,8 чоловіків також старших 18 років.
Середній дохід на одне домашнє господарство  становив 42 516 доларів США (медіана — 36 250), а середній дохід на одну сім'ю — 50 340 доларів (медіана — 40 250). Медіана доходів становила 32 344 долари для чоловіків та 28 750 доларів для жінок. За межею бідності перебувало 21,4 % осіб, у тому числі 24,9 % дітей у віці до 18 років та 17,8 % осіб у віці 65 років та старших.
Цивільне працевлаштоване населення становило 280 осіб. Основні галузі зайнятості: мистецтво, розваги та відпочинок — 17,9 %, освіта, охорона здоров'я та соціальна допомога — 16,1 %, роздрібна торгівля — 13,2 %, виробництво — 13,2 %.